# 大阪府立東住吉総合高等学校
大阪府立東住吉総合高等学校（おおさかふりつ ひがしすみよしそうごうこうとうがっこう）は、大阪府大阪市平野区にある公立の高等学校。

## 概要
1963年に設置された大阪府立東住吉工業高等学校を前身とする。全日制と定時制を併設する工業高等学校だったが、2005年度にクリエイティブスクール（多部制単位制）の課程・総合学科をもつ大阪府立東住吉総合高等学校へ改編された。
I部（午前部）とII部（午後部）を設置している。各部とも3年以上在籍したうえで必修単位を含む74単位以上を習得することが卒業要件となっている。総合学科を設置し、機械技術・電気技術・住環境・競技スポーツ・英数・創作表現の6系列に属する多数の科目が開講されている。また学校外でのボランティア活動、高大連携による大学の講義の受講、資格取得なども、高校の履修単位として認定されるシステムとなっている。
2012年にI・II部が多部制単位制から全日制へと改組。

## 沿革
1963年に大阪府立東住吉工業高等学校として開校した。開校当初は全日制課程（工業科）のみだったが、3年後の1966年には
定時制課程が併設された。
1989年10月17日には、大阪大学を経由して、日本のインターネットの先駆けとなったJUNETに接続し、日本で最初にインターネットにつながった学校となった。
大阪府立高校の改革方針に伴い、東住吉工業高校を含む府立の一部工業高等学校（3校）をクリエイティブスクール（多部制単位制課程）に改編し、残る府立工業高校を「工科高校」へと改編する方針が大阪府教育委員会から打ち出された。これに伴い2004年12月24日 に大阪府議会で条例が可決され、2005年1月1日付での大阪府立東住吉総合高等学校の開設、および在校生卒業後の大阪府立東住吉工業高等学校の閉校が正式に決まった。
2005年1月1日、大阪府条例に基づき、従来の大阪府立東住吉工業高等学校を改組する形で大阪府立東住吉総合高等学校が開設された。2005年4月に第一期生が入学している。
これに伴い従来の東住吉工業高等学校は2005年度以降の募集を停止した。在校生は従来の東住吉工業高校として授業を受けていたが、在校生の卒業に伴い全日制課程は2007年3月31日付で閉課程となり、また定時制課程の在籍者がすべて卒業した2008年3月に閉校となった。
従来の東住吉工業高校全日制設備工業科の教育実践については、大阪府立布施工科高等学校の建築設備系として機能移転を実施している。
素行に問題のある生徒には授業を中断させ、別室において教諭が反省文を書かせる事による指導を行っている。

### 年表
- 1963年4月1日 - 大阪府立東住吉工業高等学校として開校。全日制課程を設置。
- 1966年4月1日 - 定時制課程を設置。
- 2005年1月1日 - 大阪府条例に基づき、大阪府立東住吉総合高等学校を設置。
- 2005年4月1日 - 大阪府立東住吉総合高等学校が開校。
- 2005年4月8日 - 大阪府立東住吉総合高等学校の開校式・第一回入学式を実施。
- 2007年3月31日 - 大阪府立東住吉工業高等学校全日制課程が閉課程（在籍者の卒業に伴う）。
- 2008年3月31日 - 大阪府立東住吉工業高等学校定時制課程が閉課程。
- 2012年 - I・II部が多部制単位制から全日制へと改組。

## 出身者
- 竹内和憲 - 元プロ野球選手（南海ホークス）
- 内場勝則 - 喜劇俳優（吉本興業・吉本新喜劇）
- 村上和之 - 元プロバスケットボール選手（元bjリーグ）- 現役引退
- 川曽努 - バスケットボール選手（パナソニック）- 現役引退：1999年卒業
- 齋藤豊 - バスケットボール選手（トヨタ自動車）：1999年卒業
- 太田和利 - プロバスケットボール選手（bjリーグ・富山グラウジーズ所属）：2000年卒業
- 清水耕介 - 元プロバスケットボール選手（元bjリーグ・埼玉ブロンコス所属）：2000年卒業
- 中村友也 - プロバスケットボール選手（bjリーグ・東京アパッチ所属）：2001年卒業
- 佐藤託矢 - バスケットボール選手（三菱電機）
- 高田紘久 - プロバスケットボール選手
- 田代拓也 - バスケットボール選手
- ダブルヒガシ - お笑いコンビ（吉本興業）

## 訴訟
2015年5月、授業中に雑談をしていた男子生徒を同じ教室の男子生徒（当時16歳）が注意したところ雑談をしていた生徒が威圧的な態度をとったため、トラブルとなった。注意した男子生徒に反省文を書き上げさせるため午前10時から8時間に渡り3畳ほどの別室にて指導を受けさせた。同校は指導生徒に対して停学5日の処分を出し下校させた当日、指導生徒は南海高野線の踏切で電車にはねられ自殺。生徒の遺族は学校側が一方的に停学処分を決めた、として大阪府に対して約7700万円の損害賠償を求める訴訟を大阪地方裁判所（金地香枝裁判長）に起こした。
2016年5月18日、第１回口頭弁論にて大阪府側は「当該生徒が反省文を書くのを長時間に渡り拒んだ事が原因であり監禁という状況ではなかった」として請求棄却を求めた。
2019年3月27日、大阪地方裁判所（金地香枝裁判長）は遺族側の請求を棄却した。判決は、生徒は暴力の理由を言おうとせず、教諭の聞き取りに時間がかかったと指摘。教諭が声を荒らげたこともなく、生徒も指導を受け入れる姿勢を示していたとして「８時間留め置いたことは適切とは言いがたいが、教育的指導の範囲を逸脱したとはいえない」と判断した。
また、同校に勤務する30代の男性教諭は、2021年冬と2022年春に行った3年生向けの授業で、裁判制度を学ぶ題材として、この訴訟を取り上げた。男性教諭は裁判所のホームページで公開されている判決をもとに、経過を説明し、生徒らに遺族や学校の立場を考えるよう求め、「遺族への手紙のつもりで感じたことを書きましょう」と呼びかけ、感想文を書かせた。
大阪府教育委員会はこうした授業について、2022年11月に「指導方法が不適切で、教員としての資質に課題がある」として、教育公務員特例法25条に基づき、9か月間の「指導改善研修」命令を出した。教諭は同年12月に研修命令の取消訴訟を起こし、授業内容は正当だと訴えている。生徒の感想文には「自殺して楽になりたいと思っていたけど、自分の命を大切にしていきたい」「一日一日大切に過ごそうと思った」といった受け止めが複数あったとし、「教育効果は高い」と主張。遺族からは「しっかりと向き合ってくれて、心から感謝します」との手紙を受け取ったことを明かし、遺族の心情にも配慮しているとした。

## 交通
- Osaka Metro（谷町線）喜連瓜破駅より北西へ約1km
- 近鉄（南大阪線）針中野駅より北東へ約1.5km